# Máquinas mortales
Máquinas mortales es el primer libro de la serie fantástica de Serie máquinas mortales, escrito por Philip Reeve y publicado en 2001.
Máquinas mortales, obtuvo en 2001 el premio Nestlé Smarties Book Prize, concedido a las mejores obras del género infantil y juvenil.

## Personajes
- Hester Shaw
- Tom Natsworthy
- Thaddeus Valentine
- Anna Fang
- Katherine Valentine
- Shrike
- Chudleigh Pomeroy

## Adaptaciones

### Película de 2018
En 2018 se estrenó la adaptación cinematográfica de gran parte del primer libro, Mortal Engines, llevada a cabo por el director Christian River, escrita por Fran Walsh, Philippa Boyens y Peter Jackson. La cinta está protagonizada por Hera Hilmar, Hugo Weaving, Robert Sheehan, Jihae, Ronan Raftery, Leila George, Patrick Malahide y Stephen Lang.